# Sojuz TMA-05M
Sojuz TMA-05M è stato un volo astronautico verso la Stazione Spaziale Internazionale (ISS) e parte del programma Sojuz ed è il 114° volo con equipaggio della navetta Sojuz dal primo volo avvenuto nel 1967.

## Equipaggio
| Ruolo               | Equipaggio                                            | Equipaggio                                            |
| ------------------- | ----------------------------------------------------- | ----------------------------------------------------- |
| Comandante          | Jurij Malenčenko, Roscosmos Expedition 32 Quinto volo | Jurij Malenčenko, Roscosmos Expedition 32 Quinto volo |
| Ingegnere di volo 1 | Sunita Williams, NASA Expedition 32 Secondo volo      | Sunita Williams, NASA Expedition 32 Secondo volo      |
| Ingegnere di volo 2 | Akihiko Hoshide, JAXA Expedition 32 Secondo volo      | Akihiko Hoshide, JAXA Expedition 32 Secondo volo      |

### Equipaggio di riserva
| Ruolo               | Equipaggio                 | Equipaggio                 |
| ------------------- | -------------------------- | -------------------------- |
| Comandante          | Roman Romanenko, Roscosmos | Roman Romanenko, Roscosmos |
| Ingegnere di volo 1 | Chris Hadfield, CSA        | Chris Hadfield, CSA        |
| Ingegnere di volo 2 | Thomas Marshburn, NASA     | Thomas Marshburn, NASA     |